# Станг, Эмиль (старший)
Эмиль Станг-старший (норв. и нюнорск Emil Stang d.e.; 14 июня 1834, Христиания — 4 июля 1912, Кристиания) — норвежский государственный деятель, трижды премьер-министр страны, юрист, лидер Консервативной партии, сын Фредерика Станга.
В 1858 году стал кандидатом права и в 1861 году открыл собственную адвокатскую практику. С этого же времени он начал редактировать издание «Ugeblad for Lovkyndighed», а с 1871 по 1907 год редактировал «Norsk Retstidende» (за исключением тех лет, когда занимал должность премьера).
Выбранный в 1882 году в Стортинг, он с 1884 года сделался признанным вождём Консервативной партии. Эту должность он занимал до 1889 года и затем в 1891—1893 и 1896—1899 годах. Премьер-министром был с 1889 по 1891 и с 1893 по 1895 год, с 1889 по 1891 год — президентом Стортинга.
В 1889 году Станг вызвал падение министерства Свердрупа, после чего стал во главе консервативного министерства. Его унионистская политика вызвала чрезвычайно сильную оппозицию; он вынужден был в 1891 году выйти в отставку и сделался советником высшего суда в Христиании (ныне Осло). Весной 1893 года Станг был вновь назначен министром-президентом для ведения со Швецией переговоров об унии, но в 1895 году вышел в отставку после неблагоприятного для него исхода выборов в Стортинг и образования коалиционного министерства, перейдя на работу председательствующим судьёй судов Боргартинга и Агдера. В 1901 году поступил на работу в Верховный суд страны. В 1904 году вышел на пенсию.
Похоронен на Спасском кладбище Осло.

## Награды
- Орден Красного орла, большой крест (29 июля 1890)[5]